# Håkan Bengtsson (simmare)
Håkan Bengtsson, född 13 april 1942 i Karlskrona, är en svensk simmare.
Bengtsson vann Vansbrosimningen 1960, där han tävlade för Stockholmspolisens IF som även vann lagtävlingen och därmed lade beslag på Vansbros vandringspris för alltid.
Bengtsson var med i OS i Rom 1960 där han kom på delad 16:e plats i 200 m fjärilsim med tiden 2,25,0 som då var nytt svenskt rekord.
Bengtsson var även med i det lag som satte nytt svenskt rekord på 4x100 meter medley vid Stockholms-polisens nationella simtävlingar 1963.
1961 tilldelades han Stora grabbars märke. Bengtsson tog SM-brons 1961 på 800 meter frisim (kortbana). På 100 meter fjärilsim (kortbana) tog han SM-guld 1960 och 1961, silver 1962 samt brons 1963. På 200 meter fjärilsim (långbana) tog Bengtsson fyra SM-guld: 1959, 1960, 1961 och 1962. Han tog även silver på 400 meter medley (långbana) 1961. I lagtävlan var Bengtsson en del av Stockholmspolisens IF:s lag som tog silver på 4x100 meter frisim (kortbana) 1963 samt brons 1961. På 4x200 meter frisim (långbana) var han med och tog silver 1960 och 1961 samt brons 1962. På 4x100 meter medley (långbana) var han med och tog guld 1960 och 1961 samt brons 1959. Bengtsson var även med och tog guld på 4x100 meter fjärilsim (kortbana) 1961 och 1962 samt silver 1963.